# 伊藤誠 (動畫製作人)
伊藤诚（伊藤 誠，5月8日—），原株式会社Marvelous AQL动画制作人。但在2012年7月31日离开，第二天，8月1日加入了Media Factory。
隶属Marvelous AQL期间，他是一个电视动画制作人，参与制作了以他名字为男主角的电视动画兼十八禁成人游戏School Days。
Media Factory的執行役員伊藤诚，此人與前述動畫製作人伊藤誠同名同姓，但并非同一人。

## 关联作品
2004年
- 《吟游默示录》

2006年
- 《吟游默示录 maineribe wieder》

2007年
- 《青空下的约定》
- 《日在校园》
- 《我自己你自己》

2008年
- 《戀姬†無雙》
- 《染红的街道》

2009年
- 《真·戀姬†無雙》
- 《11eyes》

2010年
- 《真恋姬无双：少女大乱》

2011年
- 《我们没有翅膀》
- 《架向星空之桥》

2012年
- 《惡魔高校D×D》
- 《最强会长黑神》
- 《黄昏少女×失忆》
- 《女王之刃：叛乱》
- 《就算是哥哥有爱就没问题了对吧》
- 《无赖勇者的鬼畜美学》
- 《樱花庄的宠物女孩》

2013年
- 《我的朋友很少NEXT》
- 《黑塔利亚 The Beautiful World》
- 《我不受欢迎，怎么想都是你们的错！》

2014年
- 《属性同好会 D-Fragments》
- 《魔法战争》

2015年
- 《絕對雙刃》
- 《惡魔高校D×D BorN》